# 19. Zusatzartikel zur Verfassung der Vereinigten Staaten

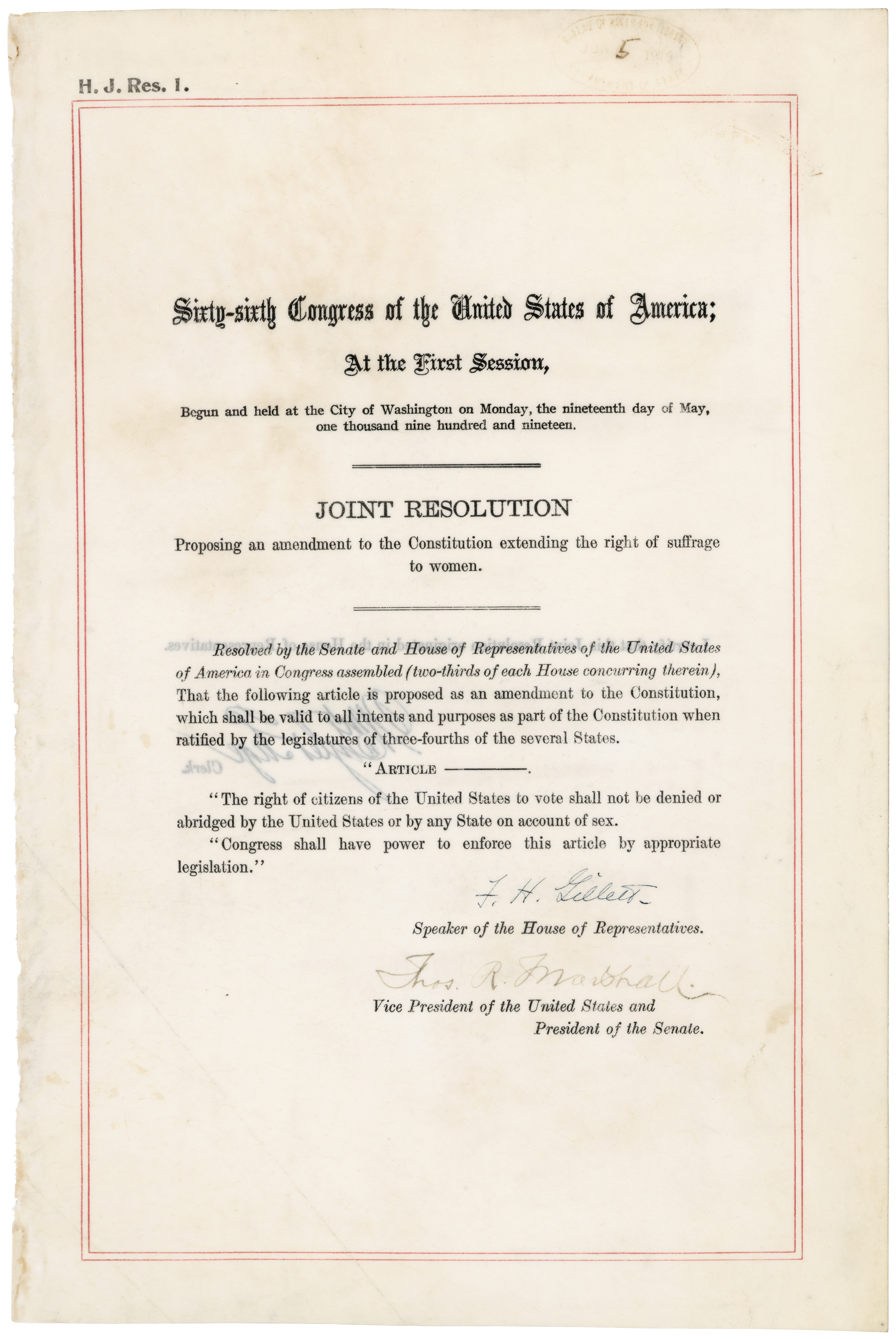
Der 19. Zusatzartikel zur Verfassung der Vereinigten Staaten von Amerika (Frauenwahlrecht) von 1920

Der 19. Zusatzartikel zur Verfassung der Vereinigten Staaten von Amerika wurde vom Kongress am 4. Juni 1919 vorgeschlagen und am 18. August 1920 zur Verfassung hinzugefügt. Ursprünglich war er schon im Jahr 1878 von Senator Aaron A. Sargent eingebracht worden; erst 41 Jahre später wurde er den Bundesstaaten zur Ratifizierung vorgelegt. Er führt das Frauenwahlrecht ein.
Bis in die 1910er Jahre hatten die meisten Staaten den Frauen das Wahlrecht nicht gewährt. Dieses 19th Amendment war der Endpunkt der Frauenwahlrechtsbewegung in den USA, die sowohl auf Staatenebene als auch auf nationaler Ebene um die Durchsetzung des Wahlrechts gekämpft hatte. Damit wurde ein Urteil des Obersten Gerichtshofs von 1875 (Minor v. Happersett) hinfällig, bei dem einstimmig entschieden worden war, dass aus dem 14. Zusatzartikel kein Wahlrecht für die Frauen abzuleiten sei.
Ausschlaggebend für die Aufnahme war die Zustimmung des Staates Tennessee, der ihn als 36. Staat ratifizierte. Der Außenminister Bainbridge Colby beglaubigte die Ratifizierung am 26. August 1920. Der Zusatz untersagt der Bundesregierung und den Staaten, einer Person aufgrund ihres Geschlechts den Zugang zu einer Wahl zu verbieten.

## Wortlaut
“The right of citizens of the United States to vote shall not be denied or abridged by the United States or by any State on account of sex.
Congress shall have power to enforce this article by appropriate legislation.”

„Das Wahlrecht der Bürger der Vereinigten Staaten darf von den Vereinigten Staaten oder einem Einzelstaat nicht auf Grund des Geschlechts versagt oder beschränkt werden.
Der Kongress ist befugt, diesen Zusatzartikel durch entsprechende Gesetze zur Durchführung zu bringen.“

## Vorgeschichte
Die Verfassung der Vereinigten Staaten von 1789 ließ die Grenzen des Wahlrechts undefiniert. Ursprünglich wurden nur die Mitglieder des Repräsentantenhauses direkt gewählt. Die Abgrenzung der Wahlberechtigung dafür war ausdrücklich den einzelnen Bundesstaaten überlassen worden. Damals und danach verweigerten die Staaten den Frauen das Wahlrecht, mit Ausnahme von New Jersey, das es aber auch 1807 abschaffte.
Obwohl einige verstreute Bewegungen und Organisationen, die sich um die Frauenrechte kümmerten, schon zuvor existiert hatten, wird traditionell die Seneca Falls Convention von 1848 im Staat New York als Auftakt der amerikanischen Frauenrechtsbewegung betrachtet. Das Frauenwahlrecht war jedoch nicht der Schwerpunkt dieser Zusammenkunft und sein Vorankommen war in den Jahrzehnten vor dem Sezessionskrieg nur minimal. Zwar wurden Gesetzesvorschläge zum Frauenwahlrecht in den meisten Gesetzgebungsorganen der Bundesstaaten während dieses Zeitraums vorgelegt, aber sie wurden gewöhnlich nicht beachtet und nur über einige wurde abgestimmt.
Die Frauenrechtsbewegung wurde nach dem Bürgerkrieg während der Zeit der Reconstruction (1865–1877) wesentlich stärker. In dieser Zeit plädierten die Führerinnen der Frauenrechtsbewegung für die Übernahme des allgemeinen Wahlrechts als Bürgerrecht in die Reconstruction-Zusatzartikel, also den 13., 14. und 15. Zusatzartikel zur amerikanischen Verfassung. Trotz der Bemühungen ergab sich kein Fortschritt im Frauenwahlrecht.
Im Streitfall Minor v. Happersett entschied der Oberste Gerichtshof 1875, dass die Vorrechts- oder Immunitätsklauseln des 14. Zusatzartikels kein Wahlrecht für Frauen bedeuteten oder dieses schützten.
Die fortgesetzte Siedlungsbewegung wegen der fortgesetzten Einwanderung und des Westwärtsstrebens zusammen mit der Einrichtung neuer Bundesstaaten und Staatsverfassungen machte es möglich, ständig das Frauenrechtsproblem auf Staatsebene auf die Tagesordnung zu bringen. Durch den Einsatz der Frauenrechtsorganisationen und unabhängigen politischen Parteien wurde das Frauenwahlrecht in den neuen Verfassungen des Wyoming Territory (1869), des Staates Utah (1870) und des Washington Territory (1883) verankert. Die schon bestehenden Gesetzgebungsorgane der Bundesstaaten begannen, Überlegungen zu Wahlrechtsgesetzen anzustellen, und einige hielten sogar Wählerbefragungen ab. Sie waren nicht erfolgreich. Die Bemühungen auf nationaler Ebene wurden fortgesetzt, mit einer Strategie von Zeugenaussagen vor dem Kongress, von Petitionen und durch Lobbyarbeit.
Es hatte mehrere erfolglose Versuche gegeben, die Verfassung um ein allgemeines oder begrenztes Wahlrecht für Frauen zu erweitern, bevor der 19. Zusatzartikel angenommen wurde. Zwei rivalisierende Organisationen, die National Woman Suffrage Association (NWSA) und die American Woman Suffrage Association (AWSA), wurden 1869 ins Leben gerufen. Die NWSA, geführt von den Frauenrechtlerinnen Elizabeth Cady Stanton und Susan B. Anthony, strengten Mitte der 1870er Jahre erfolglos mehrere Gerichtsverfahren an. Drei Entscheidungen des Obersten Gerichts zwischen 1873 und 1875 wiesen ihre Argumentation ab, die sich in Kombination auf den 14. Zusatzartikel (Gewährung des allgemeinen Bürgerrechts) und den 15. Zusatzartikel (Gewährung des Wahlrechts ohne Rücksicht auf Rasse) stützte. Daher brachten diese Gruppen anschließend einen eigenen Zusatzartikel für das Frauenwahlrecht ein.

## Vergebliche Vorlage des 19. Zusatzartikels

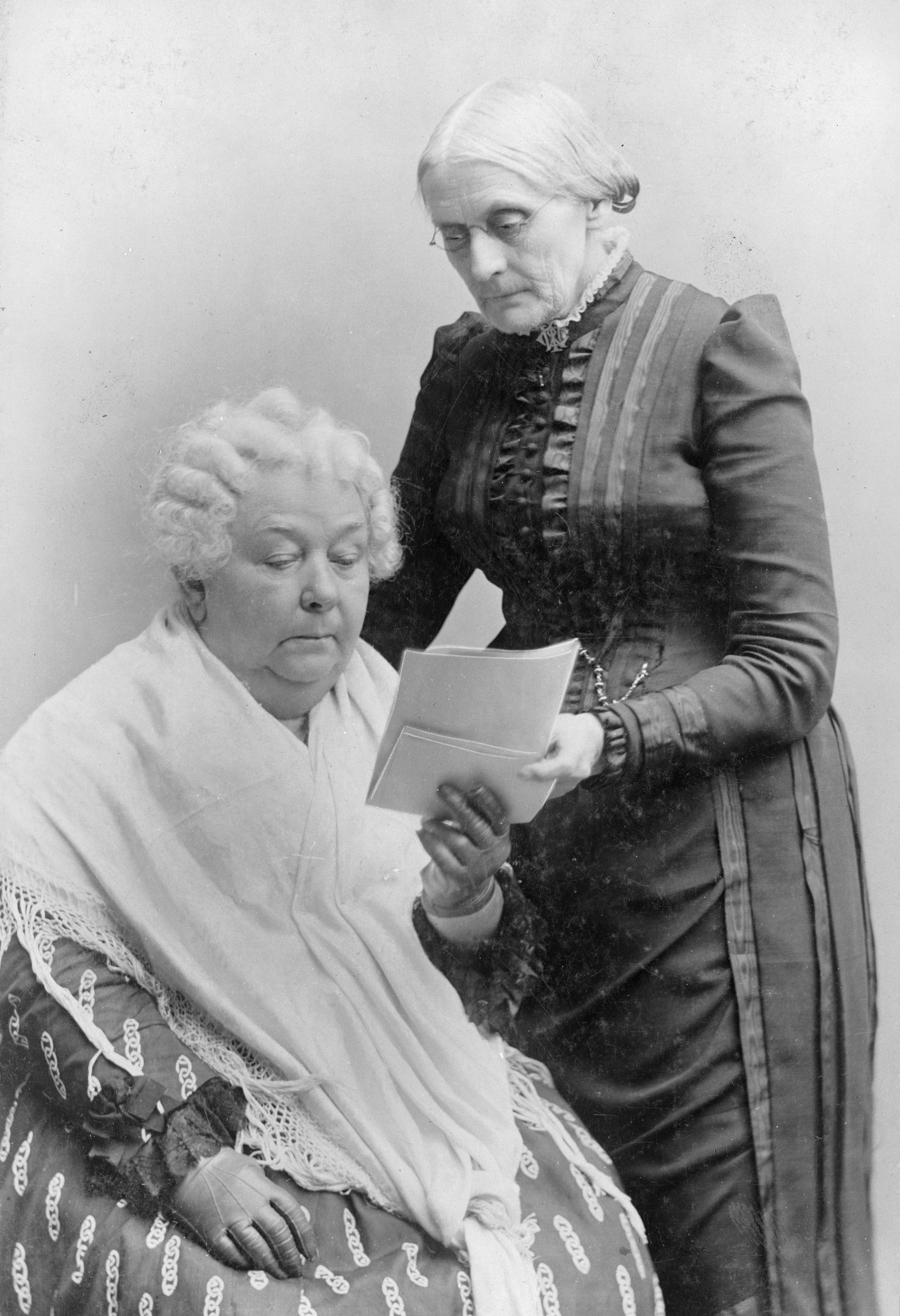
Elizabeth Cady Stanton (sitzend) und Susan B. Anthony (1900)

Der 19. Zusatzartikel ist mit dem 15. identisch; der Unterschied ist, dass der 19. die Verweigerung des Wahlrechts wegen des Geschlechts, der 15. dies wegen Rasse, Hautfarbe oder früherer Knechtschaft verbietet. Volkstümlich wird er als Anthony Amendment bezeichnet; er wurde zuerst vom republikanischen Senator Aaron A. Sargent aus Kalifornien vorgeschlagen. Dieser war ein entschiedener Befürworter des Frauenwahlrechts; er hatte Anthony 1872 auf einer Eisenbahnfahrt getroffen und sich mit ihr angefreundet. Er hatte schon einige Versuche unternommen, das Frauenwahlrecht gesetzlich zu verankern, aber formell legte er erst im Januar 1878 den Antrag zum Verfassungszusatz vor. Stanton und andere Frauen sagten vor dem Senat zur Unterstützung des Zusatzartikels aus. Der Vorschlag blieb in einem Komitee liegen, bis er 1887 vom ganzen Senat behandelt und in einer 16:34 Abstimmung abgelehnt wurde.
Es folgte eine dreißigjährige Periode, als The Doldrums (dt. „Die Flaute“) bekannt, in der der Zusatzartikel vom Kongress nicht behandelt wurde und die Frauenrechtsbewegung wenig Siege errang. Während dieses Zeitraums steckten die Suffragetten beim Ziel der nationalen Anerkennung zurück und wandten sich stärker dem Wahlrecht in unterschiedlichen Staaten und Territorien zu. Eine große Aktivität setzte 1910 und 1911 ein, als es überraschende Erfolge in Washington und Kalifornien gab. In den folgenden Jahren machten die meisten westlichen Staaten Gesetze oder Wählerbefragungen, in denen es um volles oder teilweises Frauenwahlrecht ging. Diese Erfolge waren mit der Wahl von 1912 verknüpft, vor der sowohl der Aufstieg der Progressiven und Sozialistischen Parteien stattfand als es auch um die Wahl des demokratischen Präsidenten Woodrow Wilson ging. Aber erst 1914 wurde der Verfassungszusatz erneut vom Senat behandelt, der ihn auch wieder abwies.

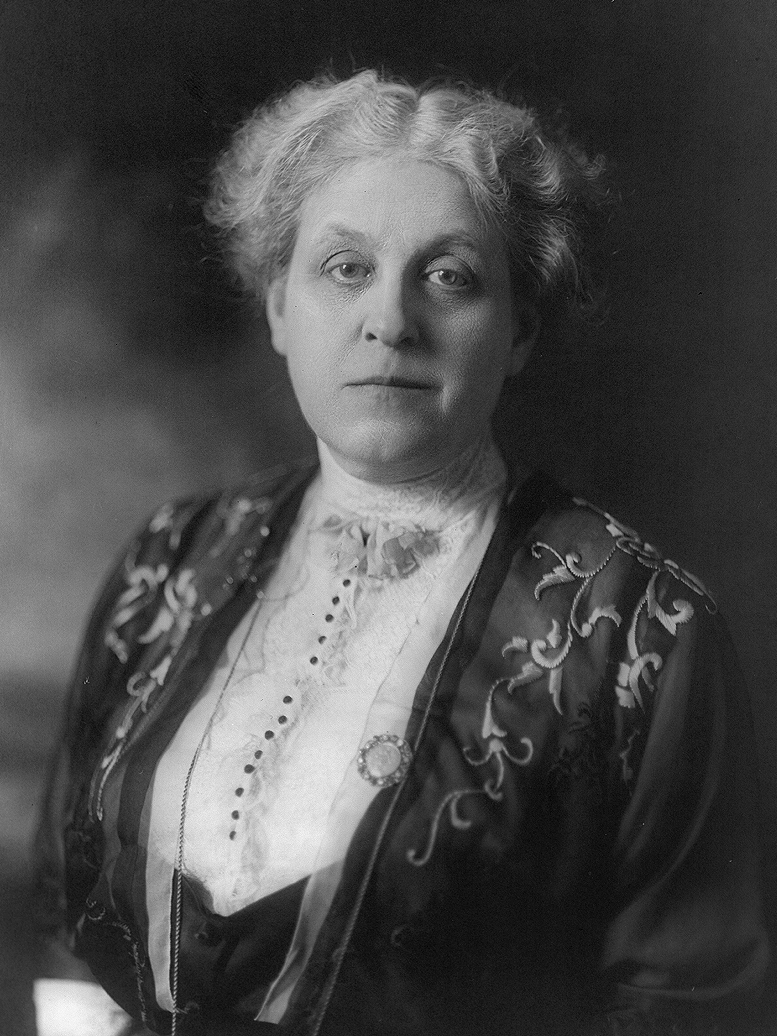
Carrie Chapman Catt (1914)

Carrie Chapman Catt war ein entscheidendes „Werkzeug“ für den letzten Anlauf zur Erlangung der Ratifikation des 19. Zusatzartikels. 1900 wurde sie Nachfolgerin von Susan B. Anthony als Präsidentin der National American Woman Suffrage Association (NAWSA), die 1890 aus dem Zusammenschluss von NWSA und AWSA hervorgegangen war. Im Jahr 1915 erweckte sie die NAWSA zu neuem Leben und führte 1917 eine erfolgreiche Kampagne in New York zur Erlangung des Frauenwahlrechts auf Staatsebene durch. Als die USA in den Ersten Weltkrieg eintraten, entschied sich Catt trotz interner Widerstände dafür, die Kriegsanstrengungen zu unterstützen, also gegen die weitverbreitete pazifistische Einstellung innerhalb der Organisation. Diese Hilfstätigkeit für den Krieg machte die Frauen von NAWSA zu deutlich sichtbaren Symbolen des Nationalismus.
Diese republikanische Arbeit der NAWSA stand im Gegensatz zur radikaleren und aggressiveren Taktik der National Woman’s Party (NWP), geführt von Alice Paul und Lucy Burns. Die NWP hatte als Hauptziel die Durchsetzung eines Zusatzartikels zur Verfassung, um das Frauenwahlrecht für alle Bundesstaaten abzusichern. 1917 führte die NWP umstrittene Demonstrationen in Washington, D.C. durch, um die Aufmerksamkeit vom Krieg weg auf das Frauenwahlrecht zu lenken. Eine Gruppe namens Silent Sentinels protestierte 1917 achtzehn Monate lang vor dem Weißen Haus, um Aufmerksamkeit zu erregen. Einige Frauen gingen ins Gefängnis, einige wurden misshandelt und sogar zwangsernährt, wenn sie in Hungerstreik traten. Wilson wurde von den Suffragetten der Heuchelei bezichtigt, da er im Ausland für Demokratie und Menschenrechte kämpfte, in den Staaten aber den Frauen den Zusatzartikel für das gleiche Wahlrecht verweigerte. Das war nicht gut für Wilsons Reputation als internationaler Führer im Kampf für Demokratie.

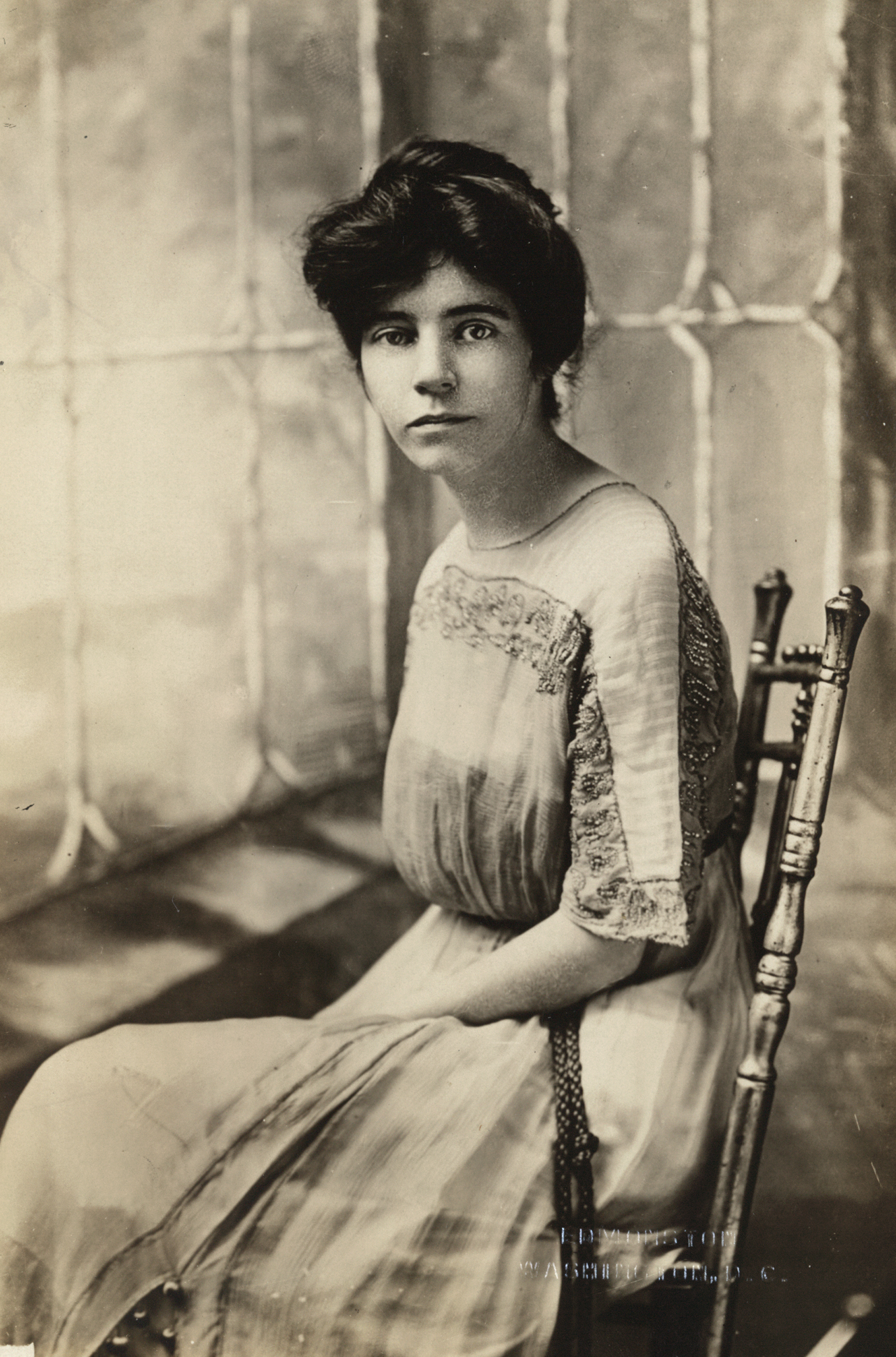
Alice Paul (1915)
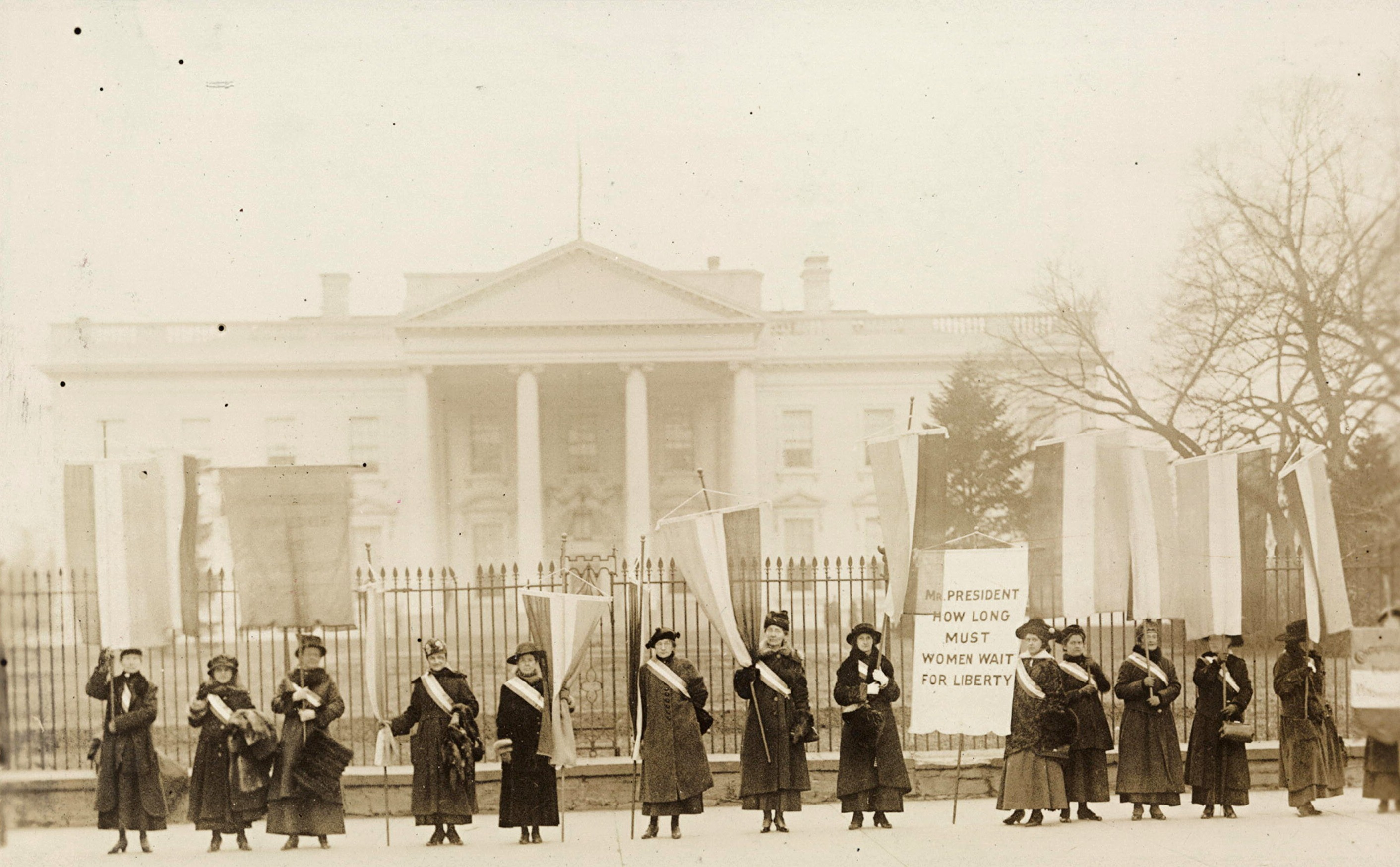
Protestplakate gegen Wilson vor dem Weißen Haus
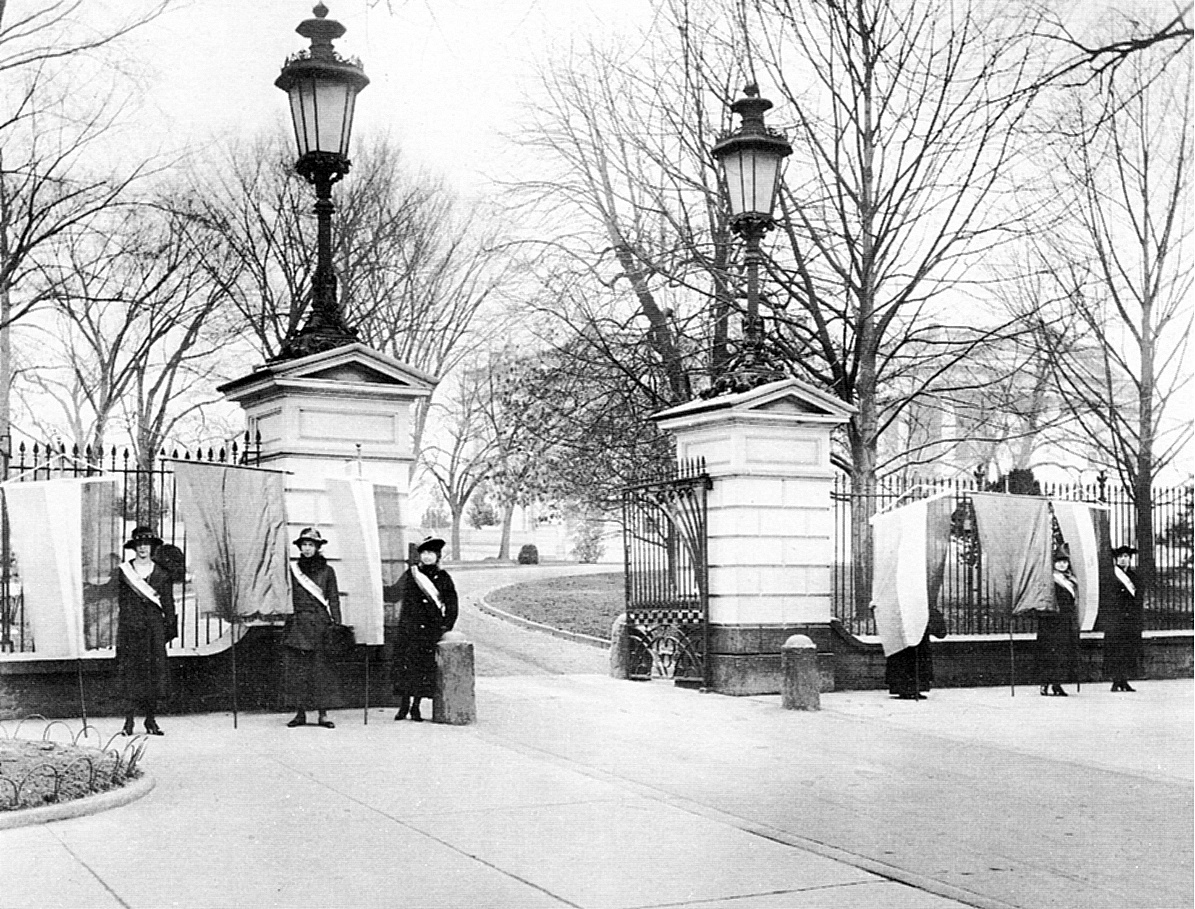
Mahnwache vor dem Weißen Haus
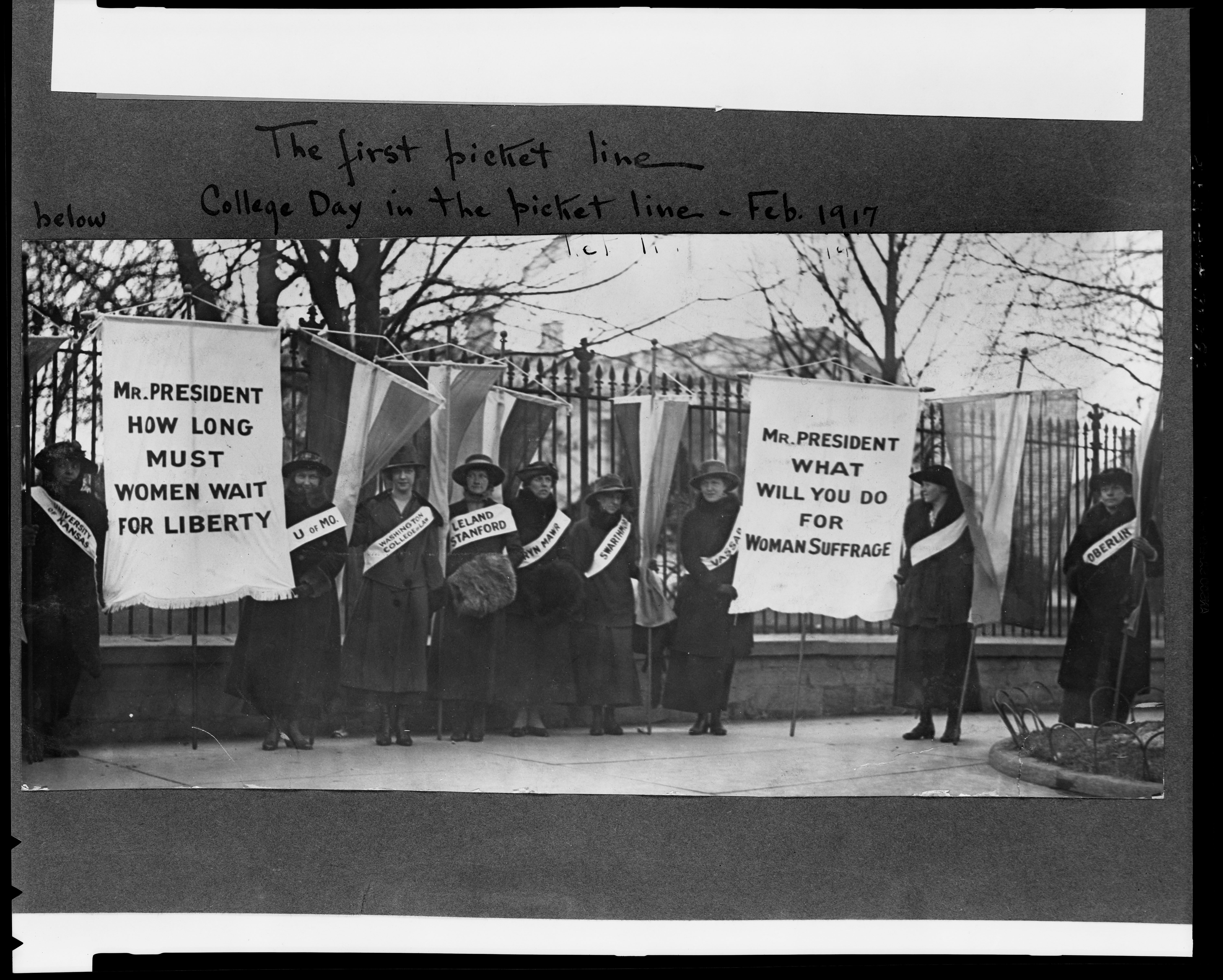
Mahnwache vor dem Weißen Haus
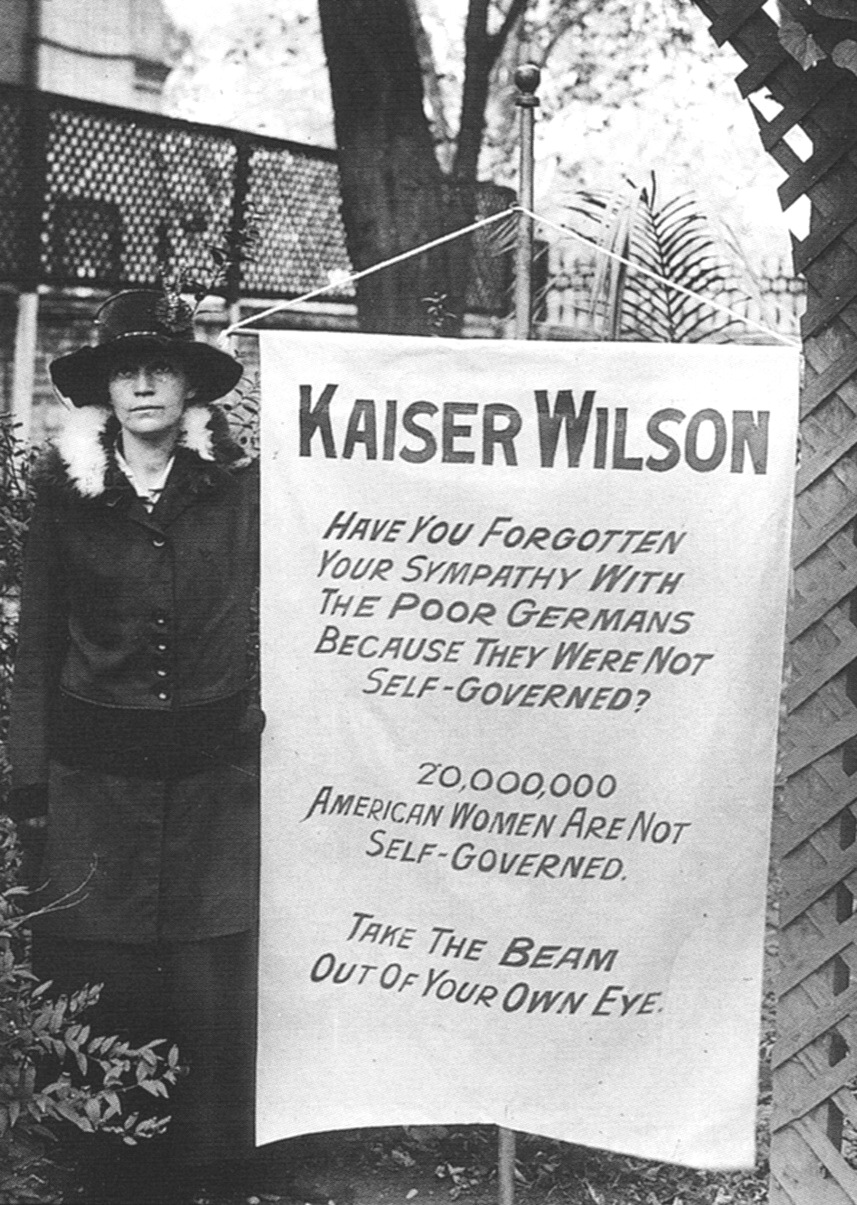
Protestplakat gegen Wilson
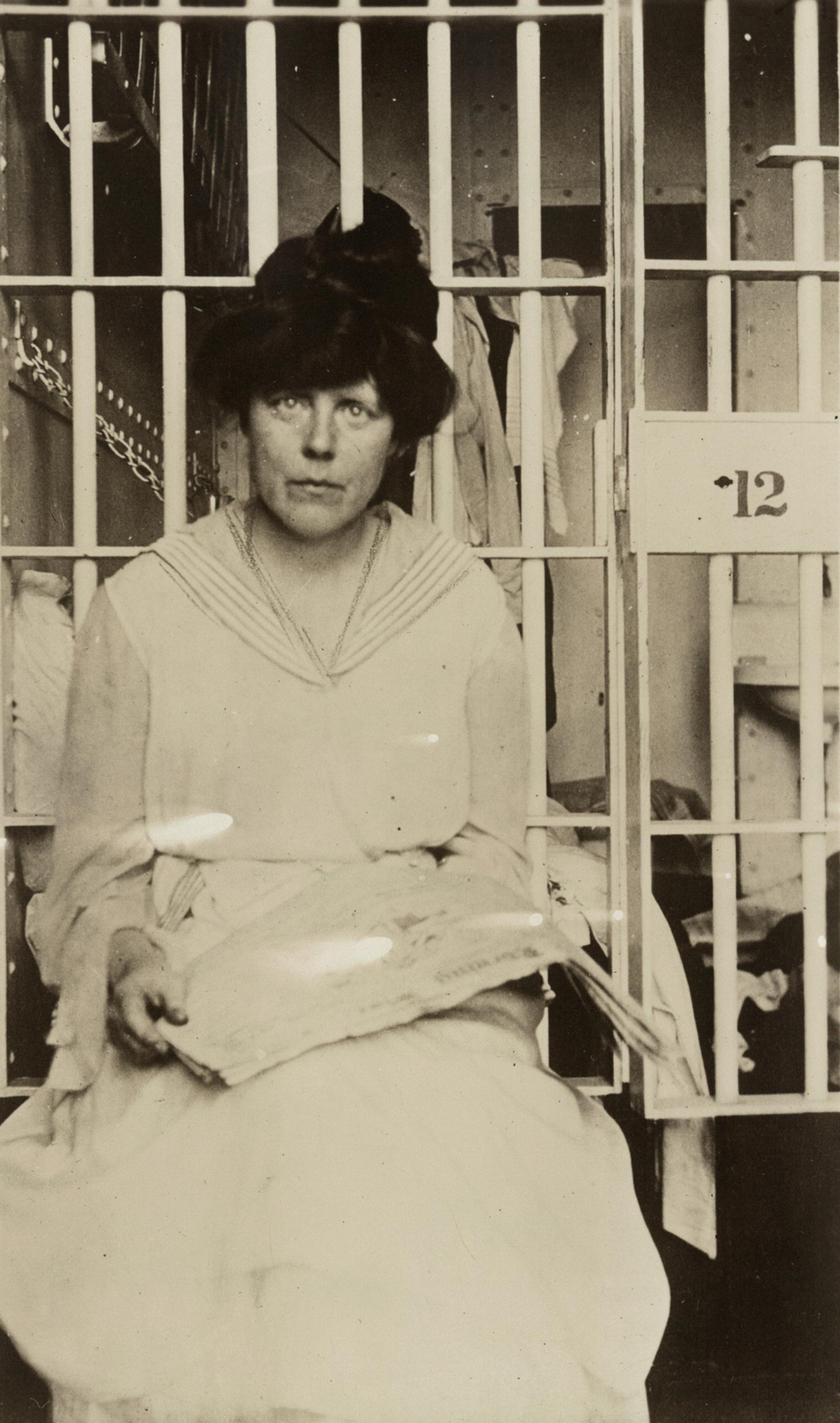
Lucy Burns 1917 im Occoquan-Frauengefängnis

Catt war parallel dazu erfolgreich durch die Verwandlung der NAWSA, vollständig getrennt von der NWP, in eine patriotische Organisation; und sie wurde wohl dafür belohnt, als sich Präsident Wilson vor dem Kongress in seiner „State of the Union“-Rede am 9. Januar 1918 für das Frauenwahlrecht aussprach.
Einen Tag später, am 10. Januar 1918, wurde eine erneute Eingabe des Zusatzartikels im Repräsentantenhaus gemacht. Es wurde mit der erforderlichen, aber knappen Zweidrittelmehrheit des Repräsentantenhauses verabschiedet. Die Vorlage wurde dann an den Senat zur Beschlussfassung weitergeleitet. Wilson appellierte auch an diesen, aber am 30. September 1918 erreichte die Abstimmung wegen zweier fehlender Stimmen nicht die erforderliche Mehrheit. Am 10. Februar 1919 wurde erneut darüber abgestimmt und es fehlte wieder eine Stimme zum Erfolg.

## Ratifizierung

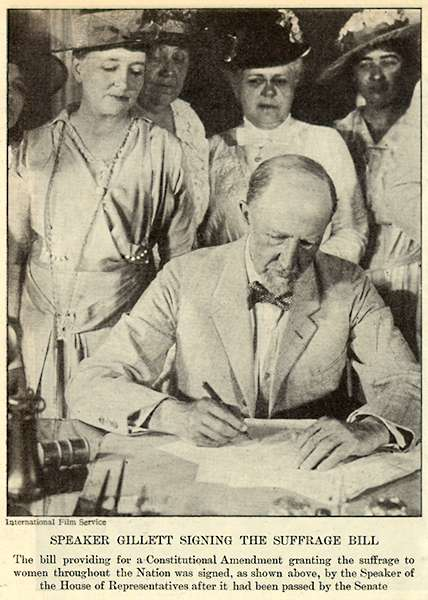
Speaker Frederick H. Gillett beim Unterschreiben der Verfassungsurkunde zum Zusatzartikel

Um den Zusatzartikel rechtzeitig vor den allgemeinen Wahlen 1920 zu verabschieden, rief der Präsident den Kongress zu einer speziellen Sitzung zusammen, um die Vorlage erneut einzubringen. Am 21. Mai 1919 wurde sie mit 42 Stimmen mehr als nötig verabschiedet. Am 4. Juni 1919 wurde sie im Senat behandelt und nach langer Diskussion mit 56 Ja- und 25 Nein-Stimmen genehmigt. Innerhalb von wenigen Tagen ratifizierten Illinois, Wisconsin, und Michigan den Zusatzartikel, da ihre Gesetzgebungsorgane gerade tagten.
Andere Staaten folgten in regelmäßigem Abstand, bis der Zusatzartikel von 35 der nötigen 36 Staaten ratifiziert war. Es gab viel Opposition gegen den Zusatzartikel von den Demokraten des Südens. Dieser Trend setzte sich in Tennessee fort, dem letzten Staat, der für die Ratifizierung nötig war. Er zeigte sich auch in der speziellen Sitzung kurz vor Ablauf der Ratifizierungsfrist. Am 18. August 1920 genehmigte Tennessee mit knapper Mehrheit den Verfassungszusatz: Es waren 50 von 99 Abgeordneten, die mit Ja stimmten. Damit war die letzte nötige staatliche Ratifikation erreicht, die für die Hinzufügung des Zusatzartikels zur Verfassung nötig war. Auch heute noch ist dieser Zusatzartikel allgemein als das „Susan-B.-Anthony-Amendment“ bekannt.
Der Zusatzartikel wurde von den einzelnen Bundesstaaten wie folgt ratifiziert:
- Illinois: 10. Juni 1919 (erneut am 17. Juni 1919)
- Wisconsin: 10. Juni 1919
- Michigan: 10. Juni 1919
- Kansas: 16. Juni 1919
- Ohio: 16. Juni 1919
- New York: 16. Juni 1919
- Pennsylvania: 24. Juni 1919
- Massachusetts: 25. Juni 1919
- Texas: 28. Juni 1919
- Iowa: 2. Juli 1919
- Missouri: 3. Juli 1919
- Arkansas: 28. Juli 1919
- Montana: 2. August 1919
- Nebraska: 2. August 1919
- Minnesota: 8. September 1919
- New Hampshire: 10. September 1919
- Utah: 2. Oktober 1919
- Kalifornien: 1. November 1919
- Maine: 5. November 1919
- North Dakota: 1. Dezember 1919
- South Dakota: 4. Dezember 1919
- Colorado: 15. Dezember 1919
- Kentucky: 6. Januar 1920
- Rhode Island: 6. Januar 1920[14]
- Oregon: 13. Januar 1920
- Indiana: 16. Januar 1920
- Wyoming: 27. Januar 1920
- Nevada: 7. Februar 1920
- New Jersey: 9. Februar 1920
- Idaho: 11. Februar 1920
- Arizona: 12. Februar 1920
- New Mexico: 21. Februar 1920
- Oklahoma: 28. Februar 1920
- West Virginia: 10. März 1920 (erneut am 21. September 1920)
- Washington: 22. März 1920
- Tennessee: 18. August 1920

Die Ratifizierung durch die erforderlichen 36 von (damals) 48 Bundesstaaten wurde am 18. August 1920 mit der Ratifizierung durch Tennessee abgeschlossen. Anschließend wurde der Zusatzartikel noch von folgenden Bundesstaaten ratifiziert:
- Connecticut: 14. September 1920 (erneut am 21. September 1920)
- Vermont: 8. Februar 1921
- Delaware: 6. März 1923 (nach Ablehnung am 2. Juni 1920)
- Maryland: 29. März 1941; beglaubigt (= Inkrafttreten der Ratifikation) am 25. Februar 1958 (nach Ablehnung am 24. Februar 1920)
- Virginia: 21. Februar 1952 (nach Ablehnung am 12. Februar 1920)
- Alabama: 8. September 1953 (nach Ablehnung am 22. September 1919)
- Florida: 13. Mai 1969[15]
- South Carolina: 1. Juli 1969; beglaubigt (= Inkrafttreten der Ratifikation) am 22. August 1973 (nach Ablehnung am 28. Januar 1920)
- Georgia: 20. Februar 1970 (nach Ablehnung am 24. Juli 1919)
- Louisiana: 11. Juni 1970 (nach Ablehnung am 1. Juli 1920)
- North Carolina: 6. Mai 1971
- Mississippi: 22. März 1984[16] (nach Ablehnung am 29. März 1920)

## Urteil im Fall „Leser gegen Garnett“
Die Gültigkeit des Zusatzartikels wurde im Prozess Leser v. Garnett vor dem Obersten Gerichtshof einstimmig aufrechterhalten. Oscar Leser hatte gegen die Registrierung von zwei Frauen als Wähler in Baltimore, Maryland, geklagt, weil die Verfassung von Maryland nur ein Männerwahlrecht vorsah und das Parlament von Maryland die Ratifizierung des 19. Verfassungszusatzes abgelehnt hatte. Zwei Monate zuvor, am 26. August 1920, hatte die Bundesregierung verkündet, dass dieser Zusatzartikel in die Verfassung eingefügt worden sei.
Der Oberste Gerichtshof wies diese Klage ab, weil die Ratifikation durch eine genügende Anzahl von Bundesstaaten vollzogen worden sei, und ließ somit auch die Registrierung der zwei Frauen als Wähler in Baltimore zu.

## Auswirkungen
Nach der Annahme des 19. Zusatzartikels fürchteten viele Politiker, dass es einen machtvollen „Frauenblock“ in der amerikanischen Politik geben könnte. Deswegen gab es solche Gesetze wie den Sheppard-Towner Act von 1921, der die Mutterschaftshilfe während der 1920er Jahre ausweitete. Aber bis zu den 1950er Jahren entstand kein derartiger Frauenblock.
Im Jahr 1920 wählten nur 36 Prozent der berechtigten Frauen, hingegen 68 Prozent der Männer. Die geringe Wahlbeteiligung war teilweise auf die noch vorhandenen Hürden des Wahlrechts zurückzuführen: Lesefähigkeitsnachweis, Nachweis eines genügend langen Wohnsitzes und von Steuerzahlungen. Teilweise glaubten viele der Frauen auch noch, dass es unangemessen für sie sei zu wählen – und viele hatten noch zu wenig Erfahrung damit.

## Gedenken
Am 26. August 2016 wurde im Centennial Park in Nashville ein Denkmal enthüllt, das an die Rolle Tennessees bei der Lieferung der 36. bundesstaatlichen Ratifikation des 19. Zusatzartikels erinnert.

## Anekdote
Die Ratifizierung von Tennessee wurde durchgesetzt, als der 24-jährige Abgeordnete Harry T. Burn sich daran erinnerte, dass seine Mutter ihm geschrieben hatte, er solle „Mrs. [Carrie Chapman] Catt helfen, die Ratifizierung durchzusetzen“, indem er das Frauenwahlrecht unterstützte.